# Sylvia Burka
Pour les articles homonymes, voir Burka.
Sylvia Burka, née le 4 mai 1954 à Winnipeg, est une coureuse cycliste et une patineuse de vitesse canadienne.

## Carrière

### En patinage de vitesse
Sylvia Burka participe aux épreuves de patinage de vitesse des Jeux olympiques d'hiver de 1972, 1976 et 1980, sans obtenir de médaille.
Elle est médaillée d'or en 1976 et médaillée de bronze en 1979 aux Championnats du monde toutes épreuves de patinage de vitesse.
Elle remporte une médaille d'or en 1977 et une médaille de bronze en 1976 aux Championnats du monde de sprint de patinage de vitesse.

### En cyclisme
Elle est sacrée championne du Canada de course en ligne en 1977, 1978 et 1980 et de contre-la-montre en 1976 et 1979.

## Vie privée
Elle a été mariée au coureur cycliste Jocelyn Lovell, jusqu'à leur divorce au milieu des années 1980.